# Noordelijk Insteekdok (Zeebrugge)
Het Noordelijk Insteekdok is een zijdok van het Verbindingsdok in de haven van Zeebrugge.
De westelijke kaaimuur heeft een lengte van 1,1 kilometer, terwijl de oostelijke kaaimuur iets korter is met een lengte van bijna 900 meter. Het dok wordt, net zoals het Zuidelijk Insteekdok, voornamelijk gebruikt voor het verschepen van auto's. Daarnaast worden ook bulkgoederen (onder andere fruit en fruitsap) en stukgoederen verwerkt.